# Saint-Fromond

Saint-Fromond este o comună în departamentul Manche, Franța. În 1 ianuarie 2022 avea o populație de 749 de locuitori.